# Tineigidia
Tineigidia là một chi bướm đêm thuộc họ Geometridae.